# 톈푸전
톈푸전(중국어: 田馥甄, 병음: Tián Fùzhēn, 한자음: 전복견, 1983년 3월 30일 ~ )은 중화민국의 가수, 배우이다.